# Notre-Dame du Château d'Ultrera
Ne doit pas être confondu avec Église Sainte-Marie d'Ultrera.
 (octobre 2009).
 (septembre 2019).
Si vous disposez d'ouvrages ou d'articles de référence ou si vous connaissez des sites web de qualité traitant du thème abordé ici, merci de compléter l'article en donnant les références utiles à sa vérifiabilité et en les liant à la section « Notes et références ».
Notre-Dame du Château  (en catalan: Mare de Deu del Castell) est un ancien ermitage et sanctuaire dédié à la Vierge Marie situé dans le massif des Albères, à proximité du château d'Ultrera dans la commune de Sorède. L'ermitage est toujours un lieu de pèlerinage auquel les habitants de la région avoisinante restent très attachés.

## Histoire
L'ermitage et la chapelle furent construits à la fin du XVIIe siècle après la destruction du château d'Ultrera (1675), afin de remplacer le sanctuaire marial que celui-ci abritait. C'est François de Vilaplane, chanoine à Elne et frère de Jeanne de Vilaplana, qui ordonna en 1681 sa construction peu de temps après la destruction d'Ultrère. La majorité des éléments retirés de la chapelle détruite ont servi à construire le nouvel édifice. Le lieu où le sanctuaire est bâti a été choisi pour plusieurs raisons, notamment sa proximité avec l'ancien sanctuaire, sur le lieu d'une fontaine naturelle, mais surtout sur un territoire exclusivement administré par le Seigneur de Sorède (contrairement à la chapelle de l'ancien château qui était administrée à la fois par le seigneur de Sorède et l'Archidiacre du Vallespir, ce qui avait causé des rivalités en partie à l'origine de la destruction d'Ultrère).
De nombreux éléments de l'ancienne chapelle ont été remployés à Notre-Dame du Château. Tout d'abord le mobilier, dont les cloches. La grande cloche porte le millésime de 1621 et le nom de l'archidiacre Boixo. Voici cette épigraphe en entier : « secourez-nous très compatissante toujours Vierge Marie. Monserrat Boixo Archidiacre du Vallespir, à ses frais eut soin de la restauration » et surtout la statue de la Vierge gothique du XIVe siècle et qui est classée avec le retable baroque aux monuments historiques. Mais on retrouve également le ré-emploi d'éléments architecturaux, dont l'ancien portail roman fait en marbre blanc veiné de bleue de Céret il est du XIIe siècle et vient probablement du mas carol. Ce portail, qui resta en place lors du dynamitage de l'ancienne chapelle, a beaucoup souffert et de nombreuses pièces manquent (dont le linteau). Il a été remonté du mieux possible, d'une façon bien différente de ce qu'il fut à l'origine, ce qui lui donne sa particularité.
Le 9 avril 2001 un incendie a ravagé une partie des bâtiments, le mobilier de la chapelle a beaucoup souffert à cause de la fumée qui a noirci toutes les œuvres. Depuis, l'ermitage a été entièrement remis en l'état. Depuis 2003, Notre-Dame du Château est rouvert au public.
Des messes sont encore célébrées à Notre Dame du Château : le lundi de Pâques, le lundi de Pentecôte, le dernier jeudi du mois d'Août et le 28 décembre (jours des saints innocents).
Ce dernier jour est l'occasion de voir la crèche,préparée quelques jours avant par des bénévoles.
Lors du weekend du 8 septembre (nativité de la Vierge) et le 16 août auparavant un jour férié, une messe était aussi célébrée, mais plus maintenant. La fête patronale avait lieu le 16 août.
Le village de Palau del Vidre, voisin de Sorede, organise un Aplec, action de Grâce, le dernier jeudi du mois d'Août, une messe est célébrée à cette occasion.
La date choisie était auparavant le 14 septembre (Fête de la Sainte Croix). Palau del Vidre, bien éprouvé pendant le terrible choléra de 1854, a recours à N.D. du Château et fait un vœu solennel.
Depuis lors, chaque année les habitants de Palau del Vidre et d'autres villages voisins montent en procession remercier la Bonne Mère qui les a protégés.

## Notre Dame du Château
Dans la chapelle, sur un retable baroque en bois de la fin du XVIIe siècle présente sur chacun de ses côtés un château, ses sculptures évoquant le souvenir d'Ultrère. L'autel est plus récent ; il fut offert par un officier en retraite venu d'Amélie-les-Bains, qui fit quelques séjours à Notre Dame du Château. L'ornementation du retable est originale et semble s'inspirer des goigs (= cantiques catalans). Au sanctuaire se dresse l'abside semi-circulaire à voûte massive. Au centre du retable, dans la niche du camaril, se situe la Vierge. Elle tient dans sa main gauche l'enfant Jésus qui bénit. Dans sa main droite elle porte un sceptre et sur la tête une couronne. L'Abbé Christofeul la définissait comme la Vierge au doux sourire. C'est une Vierge déhanchée, elle est du XIVe siècle en bois polychrome de style gothique. Cette Vierge est entourée d'Anges, certains postés à l'entrée de la niche, d'autres se tiennent au-dessus des panneaux, tandis que d'autres encore voltigent au sommet sur les corniches.
Un grand tableau représente Saint Sébastien ; il date de 1848. Deux vieux grands tableaux mesurent environ 2 mètres de haut. Côté évangile saint Benoît assis à l'entrée d'une grotte montre de sa main droite un crucifix placé sur une table : aux pieds du Christ, se trouve la volute d'une crosse d'abbé. De sa main gauche, il présente le livre de la règle monastique : « obéis mon fils aux préceptes du seigneur ». En face il y a Saint Ignace de Loyola. Ces deux tableaux datent des premières années de la chapelle (1685-1686). C'est le chanoine de Vilaplane lui-même qui les fit faire.
Deux chapelles latérales donnent à l'église la forme d'une croix latine. Celle du côté de l'évangile est dédiée à Sainte Marie-Madeleine qui est couchée dans une grotte, selon l'usage du pays, tenant dans ses mains une tête de mort et une croix. Elle date de la fin du XVIIIe siècle. Du côté de l'épitre, comme en beaucoup d'églises roussillonnaises, se trouve la chapelle du Christ. Selon Louis Just, en 1855, une souscription était ouverte pour l'achat d'un autel. Il fut dressé en cette même année d'où l'inscription 1855 au sommet du retable, mais le crucifix appartient à une date beaucoup plus lointaine.
Au-dessus de la porte des processions une statue représente la Sainte trinité en bois polychrome qui date du XVIIe siècle. Dieu le père est debout, revêtu d'une tunique blanche et d'un manteau pourpre et doré. De la main droite, il tient un sceptre doré. La main gauche a trois doigts levés. Est-ce pour bénir à la manière latine ? Sur la poitrine, est fixée la Colombe symbolique, et la tête du père est ornée d'un nimbe crucifère à croisillons pattés, fixé lui-même sur un nimbe triangulaire. La main gauche dont deux doigts sont complètement repliés : c'est une main bénissante, et nous pouvons voir aussi ces trois doigts levés, le chiffre 3, signe de la trinité. Elle a été donnée à Notre Dame du Château vers 1900 par Jean Xène dit Janet del Moli, habitant de Sorède. Les jours de messe on peut voir la capelleta : c'est un oratoire portatif en bandoulière qu'avait l'ermite à l'époque. Les personnes pouvaient prier voire embrasser la Vierge qui se trouvait à l'intérieur. On offrait à l'ermite la soupe ou quelques pièces.
Toutes ces œuvres ont été restaurées à la suite de l'incendie, et d'autres œuvres sont en cours de restauration.
"Nous devons un pieux souvenir à une vaillante chrétienne dévouée à N.D. du Château. Joignant à ses aumônes personnelles le produit des quêtes à domicile, qu'elle entreprenait régulièrement tous les ans, Mme Anne ORIOL-MARGINEDES a puissamment contribué à orner la chapelle. C'est principalement à son zèle que l'on doit le gracieux camaril où siège la vierge ;ce qui permet aux fidèles de contempler de près la douce image de la Madone et d'admirer la belle couronne, formée avec des pierreries, l'argent et l'or offerts en ex-voto. " racontait l'abbé Christofeul.
C'est aussi à son initiative que l'on doit l'établissement des 14 oratoires ou stations du chemin de la Croix,le long de la belle route conduisant de Sorède à l'ermitage. il en resterait aujourd'hui 2 ou 3 et en mauvais état.
Tout le long de ce chemin, lors des processions, une station était respectée à chacune des 3 Croix. Ces croix divisaient en parties égales la distance séparant Sorède de l'Ermitage, et en arrivant à la Chapelle du Christ, vestibule modeste du sanctuaire vénéré que se choisit Marie, elle-même, a en croire la légende. A cet endroit un prière au Divin Crucifié était adressée.

## Activités et panorama de Notre-Dame du château
L'Ermitage donne sur les faces rocheuses très visibles du roc Sant Miguel et du Roc Ultréra. L'ensemble du site est un rocher d’escalade très prisé par les grimpeurs du département et du sud de la France. Environ une centaine de voies sont équipées et parcourues.
Une partie des secteurs inscrits au domaine de la municipalité d'Argelès-sur-Mer est interdite par un arrêté municipal du 17 novembre 2017, du maire d'Argelès-sur-Mer, mais cela ne concerne pas tous les secteurs et le site reste très actif.
Plus largement le site s’est constitué en lieux de randonnées et de nature diverse (site de décollage en parapente, VTT, etc.).
En tant que point de vue, le site donne sur les vallons du tech allant se joindre vers Elne à la vallée de la Têt ainsi que sur les villages catalans semés sur la surface du haut plateau qui va par une faible pente se perdre dans les eaux de la Méditerranée.
Plus haut se dressent les tours sarrasines de la Massane et de la Madeloc.
Au nord s'étend le rideau grisâtre des Corbières catalanes. À l'ouest se trouve le Canigou.

## Les Ermites de la chapelle Sainte-Marie du Château
Ermite anonyme en 1515,
Narcis Lloset en 1586,
Miquel Tumeu en 1660 jusqu'à 1672,
Bernard Cros en 1672 jusqu'à sa mort en 1675 et la destruction du château.

## Les Ermites de Notre-Dame du Château
Joan Miquel dit de la Caussade... date indéterminée
Fra Grau jusqu'à sa mort le 12 septembre 1761,
Gauderique Sajeloli 1762,
Hyacinthe Casademont 1812,
Hyacinthe Brunet 1846,
François Paraire 1846 aussi,
Laurent Siderach 1861,
Pierre Barate 1872,
Jean Berdagué 1881,
Paul Pideil 1895,

## Les Gardiens de Notre Dame du Château
Michel Bouffard de 1981 à 1998, Eloine Sales de 1998 à 2001 (terrible incendie), David Mozas de 2003 à 2012, Joël Cavaillé (de 2012 à 2021).

## Personnalités liées à Notre-Dame du Château
- Manuel António Gomes dit Padre Himalaya, savant portugais qui vécut dans l'ermitage et expérimenta un four solaire sur le col dell buc en 1900.